# Rhagovelia torreyana
Rhagovelia torreyana är en insektsart som beskrevs av Drake och Hussey 1957. Rhagovelia torreyana ingår i släktet Rhagovelia och familjen vattenlöpare. Inga underarter finns listade i Catalogue of Life.